# Сунила, Юхо
Йо́хан (Ю́хо) Эмиль Су́нила (фин. Johan (Juho) Emil Sunila; 16 августа 1875, Лиминка, Великое княжество Финляндское — 2 октября 1936, Хельсинки, Финляндия) — финский политик, принадлежавший к политической партии Аграрный союз, премьер-министр Финляндии в двух правительствах.

## Биография
Родился 16 августа 1875 года в Лиминка, в Великом княжестве Финляндском.
В 1922 году, после выхода из парламента Финляндии Сантери Алкио, Сунила занял его место. В 1920-х вместе с Кюёсти Каллио сформировали сильный блок членов Аграрного союза. При поддержке губернатора провинции Выборг и президента Финляндии Лаури Реландера внимание политиков было сосредоточено в основном на создании более эффективной аграрной системы в стране.
Первый кабинет министров Сунила возглавлял с декабря 1927 по декабрь 1928 годов, а второй — с марта 1931 по декабрь 1932 года. В феврале 1932 правительство Сунилы при решающей поддержке президента Свинхувуда сумело подавить направленный против него мятеж правых радикалов. До этого Сунила служил министром сельского хозяйства в двух кабинетах Кюёсти Каллио и Антти Туленхеймо.
Скончался 2 октября 1936 года в Хельсинки.